# Sósmező
Sósmező (előfordul Soósmező néven is, románul: Poiana Sărată, németül: Salzfelden) falu Romániában, Bákó megyében.

## Nevének eredete
Nevét a sós ásványvízforrásairól, és a sós vizű mezei mocsaraktól kapta.

„E hegyhát Sósmező nevét attól nyerte, hogy ott vas-nátron tartalmu Timsósnak nevezett sósfürdő, közelében pedig igen kellemes izü, ivásra használt borviz (savanyuviz) buzog fel. E források egészen az ujabb időig ismeretlenek voltak, csakis 1866-ban észlelte azt…”

## Földrajza
Sósmező Bákó megye délnyugati részén, Ónfalva (Onyest, románul Oneşti) városától északnyugatra (31 km), az Ojtozi-szorostól (Berecki-szoros; a hágó: 866 m) délkeletre, a Mosátban eredő Ojtoz-patak 2 km hosszú bal parti teraszán, egy délkeletre kiszélesedő völgyben található. Tengerszint feletti átlagos magassága 444 m. Szalagtelepülés a Brassót Bákóval összekötő DN 11-es főút (E574-es nemzetközi út) mentén.
Az Ojtoz-patak közeli vizei: a jobb parti patakok: Lipian (románul Lipcheanau), Hal (románul Halos); bal parti patakok: Kalaszló (románul Caraslău), Gyertyános (románul Ghergiaha, Ghergheanos; Sósmező és Bereck, és egyben Bákó és Kovászna megye határának patakja), Brezája (magyar változat Breza, románul Brezaia), Csernika (magyar változat Csernyika, románul Czernica), Dobru. A Csernika patak az Ojtoz-patak bal parti mellékvizeként a falu keleti részén ömlik az Ojtoz-patakba.
A falut az Ojtoz-völgy hegységei veszik körül. Sósmező magaslatai: Roncz (románul Runcu – 1108 m), Hideg-bérc (935 m), Kis-havas (románul Kis-Chişauş – 1270 m), Balázs László-hegy (1236 m), Nagyszeg (1033 m), Csernika-hegy (románul Cernica – 658 m). Keleten, a Sósmező fölé magasodó Csernika-gerinc völgyében ered a Csernika patak.
Évi átlaghőmérséklet: 5,4º Nyár: 14,6º Tél: – 4 º

Legnagyobb havi átlaghőmérséklet: augusztusban (16)
Abszolút maximális hőmérséklet: 40,8º 1916. július 5.
Abszolút minimális hőmérséklet: -29,6º 1942. január 25.
Az első fagy a környéken: szeptember 15–20.
Utolsó fagy a környéken: április 10–15.
Átlagos felhős napok száma: 150–160;
Átlagos napsütéses napok száma: 85–90;
Relatív páratartalom: 75–80%
Az átlagos évi csapadékmennyiség: 750–800 mm
Flóra: 79%-a erdős terület. Domináns a lombhullató erdő, leginkább bükk, de mellette tölgy, gyertyán, szil, kőris, juhar, nyár, nyír is. Néhány helyen megszakításokkal tisztásokat, és ritkán, a tetőkön, alpesi réteket találni. A magasabb hegyi részeken jegenyefenyő, lucfenyő, erdei fenyő, vörösfenyő van.
Fauna: emlősök: farkas, róka, barnamedve, szarvas, kárpáti-medve, vaddisznó, hiúz, mókus, ritkább nyest, vidra, szarvas; madarak: varjú, szarka, harkály, bagoly, szajkó, kakukk, nyírfajd, erdei szalonka; a víziállatok világát az Ojtoz mellékvizeiben (Hal-patak) a pisztrángok uralják, az Ojtozban rák is előfordul.
A hegyektől védetten, a település kertjeiben gyümölcstermesztéssel (szilva, dió, alma) is foglalkoznak. A patakvölgyek és a hegyek kedvelt kiránduló, turisztikai helyek.

## Történelme
1769-ben Háromszék Kézdiszékében, a Székelyföld keleti határán alapították a falut. Ebben az időben a havasalföldi és moldvai románok letelepedését is megengedték e területre. 1850-ig Bereckhez tartozott. 1850 körül önállóvá lett Berecktől. Az 1876-os megyerendezéstől kezdve a trianoni békeszerződésig a Magyar Királyságban Háromszék vármegye kézdivásárhelyi járásának községeként az ország legkeletibb községe volt. A település az 1. világháború után a Románia része lett.
1940-ben a második bécsi döntést követően a település újra Magyarországhoz került, és rövid időre újra a Magyarország határfaluja lett. 1947-től ismét Románia része.
A 2. világháborút követően Romániában erdélyi közigazgatási egységekhez tartozott. 1968-ban az Ónfalva (Oneşti) városához közeli Gorzafalva (románul Oituz, azelőtt Grozeşti) községhez került és ezzel az egykor erdélyi község Bákó (Bacău) megye települése lett. Gorzafalva község részei még: Zöldlonka (románul Călcâi), Fűrészfalva (magyar változat Fűrész, románul Ferestrău-Oituz), Hersa (magyar változat Herzsa, románul Hârja) és Marginea. Ezeken a településeken moldvai csángó magyarok is éltek/élnek.
A település története szorosan kapcsolódik a magyarországi Erdély és a romániai Moldva között az Ojtozi-hágón át történő kereskedelemhez, illetve a két területrész közti hadi eseményekhez.
„Az Ojtozi-szoros történelmi nevezetességű tető, hegyszoros és átkelőhely. A brassói iparosok és kereskedők az Ojtozi-szoroson átszállították áruikat Moldvába, így a Sachsenweg azaz szászok útja név is fennmaradt, de a szűk völgyszorosban kellett feltartóztatni a keletről [Erdélybe] jövőket is.”
„E falu Bereczk praediuma, lakói nagyrészt későbbi időkben odatelepült oláhok, akik pásztorkodás, szekereskedés- és csempészettel foglalkoznak; ők e területnek – mely Bereczk tulajdona – haszonbérlői s arról évi haszonbért fizetnek.”
„Akárcsak Háromszék más átkelőhelyein, itt is évtizedekig rettegésben tartották az utasokat az ojtozi rablók. Munduka [Munduka Ravazel], Ityim és Drimba nevét még ma is emlegetik az ojtozi öregek.”

### Események
1769. A falu a Bereck mezőváros tulajdonában lévő földterületen megtelepedett.
1813. Megerősítették Bereck tulajdonjogát a falu földjére.
„…a székely határőri gyalogezred kormánya Bereczknek havasbirtokából egy jó darabot erőhatalommal elfoglalt és hogy azt hasznosithassa, annak egyik – határszél közeli – völgyében, a már azelőtt is sósforrásairól Sósmezőnek nevezett helyen, falut alakitott, hová – nagyrészt a dunai fejedelemségekből odahuzódott – 100 család települt le. Az uj telepet az ezred kormánya földesuri czimen igazgatta, hanem Bereczk városa sem nézte szótalanul tulajdonának ezen elsajátitását, s már a foglalás korszakában panaszt emelt és pert kezdett meg az ezred kormánya ellen. E per hosszura húzódott, s csak 1813-ban ért véget, midőn Sósmező 2823. udv. szám alatt kiadott itélet alapján Bereczknek visszaitéltetett, s azóta taxát [a tulajdonosnak pénzben fizetett földbér egy fajtája] fizető lakói a város törvényhatóságának vannak alárendelve...”
1816/1817. Országos éhínség: a falu lakói mesterséges „hegyet” hányattak a településen, s munkájukért élelmet kaptak.
1820-as évek: Előbb sikertelen székely telepítési kísérlet, majd 3 időszakaszban román (örmény?) telepítés a faluba; a betelepülők földet és gazdasági kedvezményeket kaptak.
1835. Megépült az első templom.
1841. Iskola épült a templom mellett, fából.
1849. Bem József Erdélyből az Ojtozi-szoroson keresztül Moldvában megtámadta a Moldvát megszállva tartó és a Magyarország ellen készülődő orosz csapatokat (július 23.). Hersánál szétverte az ott állomásozó oroszokat és Ónfalváig vonult. Kiadta második kiáltványát. A remélt moldvai segítség elmaradása, valamint a Magyarország szempontjából Erdélyben kialakult kedvezőtlen katonai helyzet miatt – az Ojtozi-szoroson át visszatért Erdélybe és gyorsan Marosvásárhelyre érkezett (július 28.).
1850. Berecktől önállóvá vált és sajátos elhelyezkedése miatt gazdasági gyarapodásnak indult a település. A brassói kereskedők egyik megálló-szálláshelye lett a falu.
„…Sósmező, mely Erdély faluja ugyan, de kívül esik a vámon, s vám nélkül iszsza borát; s a mely bornak itt kupáját 10–12 váltó krajezárral itta az útas, ugyan abból estve Kézdivásárhelyt 12 v. garasért ihatott.”
1854. Az Ojtozi-szoroson át Fűrészfalváig út épült a falun keresztül.
1857. Új iskola épült, az előző helyén, kőből (elpusztult a 2. világháborúban).
1862. Moldva és Havasalföld egyesült, megalakult Románia.
1868. Eötvös-törvény (1868. XXXVIII. tc.) jogilag is lehetővé tette és segítette az anyanyelvi (román nyelvű) oktatást az iskolában.
1870-es évek eleje: Ismételten viták folytak a falu önállóságáról vagy Bereckhez tartozásáról.
1876. Önálló községként a Magyar Királyságban Háromszék vármegye Kézdivásárhelyi járásának települése lett.
1887. Az Osztrák-Magyar Monarchia két állama és Románia tárgyalásokat tartott és nemzetközi egyezményt kötött a közöttük lévő államhatárvonaláról (1887. dec. 7. – nov. 25., Bukarest – Corpus Juris Hungarici, 1888. évi XIV. tc. V. cikk).
1911. Megtartották az első, szervezett Sântilia ünnepséget.
1916. Harcok a községben, és az Ojtozi-szoros környékén. (Az első világháborúban 1916. augusztus 27-én Románia hadat üzent a Monarchiának és a kárpáti hágókon át megtámadta Erdélyt. A román csapatok – vereségeik után – szeptember–októberben a szorosokon át menekültek Erdélyből. A Központi Hatalmak csapatai december 6-án elfoglalták Bukarestet. A harcoló felek 1918. május 7-én békét kötöttek.)
1917. A németek fürdőt építettek a falu melletti források vizére.
1918. november – A májusi békekötést megszegve támadó román csapatok vonultak át a községen és az Ojtozi-hágón keresztül Erdélynek, Magyarországnak tartottak. (Novemberben kezdődtek a román csapatmozgások; december 24-én a román csapatok bevonultak Kolozsvárra; 1919. május 1-re elérték a Tisza-vonalát; augusztus 3-án és 4-én elfoglalták Budapestet, onnan november 14-én kellett kivonulniuk.)
1920. A község Románia települése lett. (Június 4-én Magyarország részéről aláírták a trianoni békeszerződést.)
1930. Felépült az új, ortodox templom a háborúban elpusztult régi templom helyén. (Mihály és Gábriel arkangyalok tiszteletére szentelték.)
1933. októberben elkészült a Hősök Központi Temetője. – A magyar katonák sírjai a temető nyugati részében, közvetlenül a bejárattól balra lévő parcellában (délnyugati parcella) találhatók. – A román katonai sírok az A parcellában, az osztrák katonai sírok a B parcellában, a német katonai sírok a C parcellában, a magyar katonai sírok a D parcellában vannak.
1939. Elkészült egy új iskolaépület.
1940. A második bécsi döntés értelmében a falu és területe a Magyar Királysághoz került. – Szeptember 13-án érkeztek a magyar csapatok a községbe. A katonai közigazgatást november 25-én, a vámhivatallal együtt, felváltotta a polgári közigazgatás 1918 előtti formája. – A változások következtében a község román lakosai közül sokan voltak, akiknek a romániai területeken, vagy a hegyekben kellett tovább élniük (menekülés, kitoloncolás).
1944. Harcok a községnél. A 2. világháborúban a tengelyhatalmak tagjaként harcoló Románia augusztus 23-án sikerrel kilépett a háromhatalmi szövetségből és augusztus 25-én hadat üzent Németországnak. Augusztus 26-án a visszavonuló, illetve menekülő német és az őket üldöző szovjet csapatok, csapattöredékek elérték, és átlépték a Magyar Királyság határát. Ekkor harckocsikkal megerősített szovjet gyalogos kötelék Dormánfalva (románul Dărmăneşti) irányából beért az Úz-völgyébe. A szovjet 23. harckocsihadtest a német Abraham-csoport és a magyar 26/2. határvadászszázad védelmét áttörte és augusztus 27-én a szovjet 2. lovas-gépesített csoport részei a 7. gárdahadsereghez tartozó gyalogsággal elfoglalták Sósmező községet. A német-magyar csapatok rövid, de heves harc után nem erőltették tovább az Ojtoz völgyének kiszélesedésében fekvő nagyközség védelmét, inkább visszavonultak az Ojtozi-szoros délkeleti bejáratához, ahol a 24/1. magyar erődszázad által megszállt völgyzár volt kiépítve. Sósmező volt az első, közigazgatásilag önálló község, amelyet a Magyar Királyság területén a szovjet csapatok 1944-ben elfoglaltak. A község körüli harcokban a község épületei közül több elpusztult, s jelentős anyagi kára keletkezett a polgári lakosságnak.
1947. A község ismételten Románia települése lett. (Február 10-én Magyarország és Románia is aláírta a 2. világháborút lezáró párizsi békeszerződéseket. Ebben állapították meg a község állami hovatartozását.)
1963. Elmaradt (több éven át) a Sântilia ünnepség.
1968. A község Gorzafalva község résztelepüléseként Bákó megyéhez került.
1979. A templomot felújították.
1999. Megkezdődött a kőolaj-kitermelés.
1999. Ismételten megtartották a Sântilia ünnepséget.
2000. Megtörtént a templom külső festése.
2005/2006. Az iskolában ideiglenesen szünetelt a tanítás.
2006/2007. Az iskola folytatta munkáját, de csak I–IV. osztály és óvoda működött az épületben.
2008. Sólyom László a Magyar Köztársaság elnöke meglátogatta a községet. (Október 27-én Erdélyben, felső-háromszéki látogatása során megkoszorúzta a világháborúkban elesett katonáknak a településen található mauzóleumát.)

## A sósmezői magyar–románországhatárhely
A 19. század második felében a nemzeti országhatár kialakításhoz hozzátartozott a határvédelem és a határon át történő kereskedelem ellenőrzésének megszervezése. Ez megkívánta a határmenti rendvédelem és a határforgalom ellenőrzését. A határvédelem alapvető feladatai:
„a nemzeti ipar és gazdaság fejlődésének keretet adni, ellenőrizni a migrációt, meggátolni a járványok terjedését, és nem utolsósorban az állam integritására veszélyes eszméknek gátat vetni.”
A feladatok elvégzésére új, és újjá szervezett testületek jöttek létre.
A Magyar Királyság területén a határmenti vámhivatal a határmenti kereskedelmi forgalom ellenőrzésére szerveződött, és hozzá tartozott egy vagy több rastell-állomás (nyári pénzügyőri szakasz a hagyományos rideg állattartással, a transzhumálassal összefüggő ellenőrző tevékenységgel), valamint a vesztegintézet (elsősorban állat-egészségügyi felügyelői hatóság; feladata a vámterületre behozott élő állatok és állati termékek megvizsgálása és ezek forgalmát szabályozó rendeletek érvényesítése).
A határvédelem (határőrizet) szervezetei különböző megnevezésűek voltak: Magyar Királyi Csendőrség; határszéli csendőrség; határrendőrség; határvadászok.

### Események
1769. A Habsburg Birodalomhoz csatolt Erdély déli határszakaszán az Ojtozi-szorost is védő székely határőri gyalogezred kormánya megtelepíti Sósmező falut.
1800-as évek első évtizedei: Megkezdődtek a határterület katonai térképészeti munkái; elkészültek az első térképek; a térképeken megjelölték „Salz” települést. A térképészeti munkálatok idején Sósmező községben a Csernika patak hídjánál a Habsburg Birodalom és a cári Oroszország által megszállt Moldvai Fejedelemség közt országhatárjelző követ helyeztek el.
1800-as évek első évtizedei: A biztos határőrizeti-hely kiépítése érdekében sikertelen próbálkozás történt Sósmező székely betelepítésére. Három időszakaszban a román (örmény?) telepítés sikeres volt. A telepesek földet kaptak és gazdasági kedvezményekben részesültek.
1849. július 23–28. Bem József hadai – Erdélyből a cári Oroszország által megszállt Moldva felé irányuló hadjáratban – érintették a falut és környékét.
1850-es évek kezdete: Befejeződtek a határterület térképészeti munkálatai. A területről pontos Habsburg-birodalmi katonai térképek készültek.
1854. Véget ért az az időszak, amikor a Moldvai Fejedelemség és a Habsburg Birodalom területe közti országhatár változó volt. Felgyorsult ezen a határszakaszon is a nemzetállami határ kialakításának, s a határ stabilizálódásának folyamata.
[Előbb az országhatár] „…meglehetősen képlékeny volt és főként a domborzati viszonyok határozták meg, ami… [az országhatár közelében] élők számára lehetővé tett egy sajátos életvitelt. A határ két oldalán olyan térségeket találunk, amelyeket más-más környezeti tényezők befolyásoltak. Gazdasági fejlettségük foka és fejlődésük iránya ezzel összefüggésben… különbségeket mutatott. … Ennek… hatására alakulhatott ki egy olyan kölcsönös függőségi viszony, amelynek a főszereplői a határszéli lakosok voltak. A politikai határok hosszú ideig nem jelentettek valós akadályt abban, hogy ebben az egységben a gazdasági, társadalmi és egyéb kapcsolatok szálai szabadon futhassanak és szerveződhessenek. A 19. század utolsó negyedében az államhatár…[Háromszék megye térségében határozott, merevebb] vonalként jelent meg…, [ami] a határ… két oldalán élő lakosság korábbi természetes mozgásterét drasztikusan vágta át, megszokott életvitelüket [kereskedés, munkavállalás] alapvetően befolyásolta, és megélhetési stratégiáiknak nem elhanyagolható mértékben új irányt szabott.”
1854. Kiépült az 1848-ban megkezdett, az Ojtozi-szoroson keresztül Fűrészfalváig tartó szilárd burkolatú út.
„Hogy milyen lehetett a közlekedés... arról fogalmat alkothatunk, ha elgondoljuk, hogy Sósmezőről Bereczkig, melyet ma harmadfél óra alatt járhatunk be, az árukat legjobb esetben 2 nap alatt bírták elszállítani" – visszaemlékezve írta egy királyi főmérnök 1892-ben.
1854. A vámot a Bereck területén lévő Ojtoztelepről Sósmezőre helyezték át. A magyarországi vám megnevezése azonos – Ojtozi vám – volt mindkét helyen. – Megszűnt az az állapot, amikor Sósmező község területe a Habsburg-birodalmi és a moldvai vám között vámszabad terület lehetett.
1968. Az 1867-es osztrák–magyar Kiegyezésnek megfelelően az országhatár magyar nemzeti jelleget öltött; megkezdődött a magyar határőrizeti és a vámhoz kapcsolódó rendszer kiépítése. (1867. évi XVI. tc.)
1872. A haderőt kivonták a magyarországi határőrizetből, polgári típusú, adminisztratív jellegű határőrizeti rendszer épült ki.
1887. A Bukarestben kölcsönösen aláírt nemzetközi egyezményben a Sósmező községnél húzódó Magyar Királyság és Románia államhatárának vonala rögzítésre került
„…A Sandu Mare csúcsától a határ éjszakkeleti irányban, mindig a hegygerinczen haladva, a Kecskés csúcsán át a 970. számu magassági mérjegyhez vezet, s onnan ezen hegy délkeleti lábának gerinczén a Kecskés patakba száll le, követi ezen patakot a Slanic - Szaláncz patakba ömléseig, az utóbbit föl a Pescarul patak beömléseig, az utóbbit a Poiana la Tabla lábáig, honnan jobbra hajló szög alatt ezen Poianára és onnan a Dealul Brezoiul nevü hegynek gerinczét követve, ezen hegynek csúcsára (cota 1001) emelkedik föl. Innen a hegyek gerinczén elvezet a határ a Dealul Cernica csúcsához (cote 1005), onnan lefelé a 975 magassági mérjeggyel jelzett nyeregbe, innen pedig a Cernica patak eredetéhez és ezen patakon annak az Oituz - Ojtos - patakba ömléseig, Sósmezőig (Poiana Sarata).
Átkelvén a határ az Oituz - Ojtos - patakon, felemelkedik a hegyek gerinczére, onnan a Runcul alb (cote 981), Halas, Coarnile (cote 1235) csúcsaira, honnan, folyton a hegygerinczen haladva…” (1888. évi XIV. tc. V. cikk)
Az országhatárral kapcsolatosan véglegesen megszűnt a vámház, a katonai ellenőrző pont és a valódi határ több kilométer távolságú földrajzi elkülönülése. A vámház, (előbb Ojtoztelepen) a katonai ellenőrző pont (előbb Ojtoztelep és Sósmező között), és a Sósmező község keleti végénél, a Csernika patak hídjánál húzódó történelmi határpont közel került egymáshoz.
1884–1886. A Romániában jelentkező marhavész és kolerajárvány terjedésének megakadályozására szigorú, a behozatalra vonatkozó egészségügyi intézkedéseket hozott a magyarországi törvényhozás és érvényesített a kormány. (1874. évi XX. tc.)
1886–1891. Vámháború volt a Monarchia és Románia közt – a csempészés folyamatosan mindig jelen volt a térségben, de a vámháború véget vetett az erdélyi pásztorkodás transzhumális formájának a román területek felé és a határ-menti területek lakói közül egyre többen éltek csempészetből.
„Az természetesen magától értetik, hogy a nagyban űzött csempészet kihatással van a társadalomra s demoralizálja mindazokat, kik közvetve, vagy közvetlenül annak eszközlésénél részesek. Nyitott titok, hogy Romániában és az erdélyi határszéleken mily sok kéz keresi a tiltott foglalkozással kenyerét, s hogy éppen az oláh–moldvaországi vámhivatalnokok megvesztegethetősége és önkényszerű eljárása az, mely a csempészetet több irányba elősegíti.”– írta már 1872-ben a debreceni kereskedelmi- és iparkamara elnöke.
1890-es évek: A sósmezői lakosoknak a kishatárforgalmi úti okmányokat, a határátlépő útleveleket a községben állították ki, mégis a régi, „szabad” határátlépési szokások továbbéltek.
1903. Rendezték, szigorították a határvédelmet, felállították a határrendőrséget; megvalósult a határőrizet, forgalom-ellenőrzés és az idegenrendészet egysége. (1903. évi VIII. tc.)
1903. A magyar parlament törvényt alkotott a Romániába illegálisan kivándorló és letelepedő csoportokat szervező ügynökök, az embercsempészek, a zöldhatáron való szökést megkísérlők és az illetéktelen útlevélhasználók ellen. Az illegális határátlépések egyre gyakrabban politikai indíttatással történtek. Magyarellenes propagandaanyagokat hoztak/vittek a két ország közt. (1903. évi IV. tc.)
1916–1919. Az 1. világháborúban komoly harcok voltak a sósmezői határszakasz térségében.
1920. A Magyar Királyság és Románia közti új országhatár már nem érintkezett Sósmező és környéke területeivel. (1920. június 4-én a Magyar Királyság részéről aláírták a diktátum jellegű trianoni békeszerződést, majd 1920. november 15-én ratifikálta azt a magyar országgyűlés.)
„…tekintettel arra, hogy a volt Osztrák-Magyar Monarchia ma már nem áll fenn és helyébe Magyarországon magyar nemzeti Kormány lépett;… Magyarország a maga részéről lemond Románia javára a volt Osztrák-Magyar Monarchiának mindazokra a területeire vonatkozó összes jogairól és igényeiről, amely területek Magyarországnak a II. rész (Magyarország határai) 27. cikkében megállapított határain kívül esnek [Sósmező és környéke a jelzett területeken kívül estek] és amelyeket a jelen Szerződés, vagy a jelen ügyek rendezését célzó bármely más szerződés Romániához tartozóknak ismer el.”
Sósmezőt és környékét a trianoni szerződés Romániához tartozónak ismerte el.
A trianoni békeszerződés előírja:
„A Szövetséges és Társult Kormányok [köztük Románia Kormánya] és a Magyar Kormány gondoskodnak arról, hogy a területeiken eltemetett katonák és tengerészek sírhelyei tiszteletben és jókarban tartassanak… A különböző hadviselt Államok fogságban elhunyt hadifoglyainak, polgári internáltjainak és egyéb állampolgárainak sírhelyei… megfelelően jókarban tartandók.” (1921. évi XXXIII. tc., VI. rész, II. cím, Sírhelyek, 155. és 156. cikk.)
1940. A második bécsi döntés értelmében Sósmező és környéke Magyarország része és ezzel a község ismét a Magyar Királyság legkeletibb települése lett. A határvonalat az 1887-es bukaresti nemzetközi egyezménynek megfelelően jelölték ki. Szeptember 13-án érkeztek meg határőrizetre a magyar haderőhöz tartozó határvadászok a sósmezői Csernika patak hídjához, majd a vámhivatal is megkezdte munkáját a községben.
1941–1944. Katonai védelmi rendszer (Árpád-vonal része) épült a sósmezei–ojtozi határszakaszon.
1944. augusztus–szeptember: A 2. világháborúban nagyon heves harcok voltak a sósmezői határszakasz térségében.
1947. Sósmező község és környéke ismételten Románia része lett. (Február 10-én a Magyar Köztársaság és Románia által is aláírt, a 2. világháborút lezáró párizsi békeszerződésekben állapították meg a terület állami hovatartozását.)
„Az 1940. évi augusztus hó 30-án kelt bécsi választott bírósági határozat rendelkezései semmiseknek és érvényteleneknek jelentetnek ki. Magyarország és Románia között az 1938. évi január hó 1-én fennállott határ ezzel visszaállíttatik.” (1947. évi XVIII. törvény, I. rész, Magyarország határai, 1. cikk 2.)

## Lakossága
1910-ben 1709 lakosából 1346 román, 356 magyar, 1 német, 6 más nemzetiségű
1920-ban 1157 lakosból 1080 román, 77 magyar
1930-ban 1283 lakosból 1133 román, 140 magyar, 10 zsidó, 4 cigány
1941-ben 355 lakosból 6 román, 349 magyar
1966-ban 692 lakosból 649 román, 43 magyar
2002-ben 312 lakosból 308 román, 4 magyar

## A településen született híres emberek
- Vajda László (1784. – Kolozsvár, 1834. május 9.) – jogakadémiai tanár, az erdélyi jogtörténeti kutatásai úttörő jellegűek.
- Gheorghe (Ghiţă) Popp (1883. január 3. – Bukarest, 1967. október 25.) – jogász, politikus – parlamenti képviselő, részt vett Moszkvában a szovjet–román fegyverszüneti tárgyalásokon (1944. szeptember 12–13.), a második Sănătescu-kormány, majd a Rădescu-kormány tagja (vallásügyi és művészeti miniszter) volt.
- Ioan Ciurea (1910. október 12. – 1945?) – teológus, parókus – Ciurea család tagjai tisztelt szellemi vezetői voltak a sósmezői románságnak.
- Ioan Șandru (1913. július 22. – (?), 2010. március 5.) – professzor, egyetemi rektor – gazdaság- és településföldrajzzal foglalkozott; kutatta az Ojtoz-völgy településeinek sajátosságait is; előbb Radócon, majd 1943-tól a jászvásári egyetemen oktatott; vendégprofesszora volt a Debreceni Kossuth Lajos Tudományegyetemnek (1970).
- Ioan Mumoiu (1918. április 17. – ?) – zenész, politikus, karvezető.
- Velcsuj Rozália (?–?) – Gábor Áron élettársa.

## Látnivalók
- katolikus temető magyar feliratos sírkövekkel, benne új emlékkopjafa Füzes Oszkár romániai magyar nagykövet elhunyt feleségének, Bajtai Erzsébetnek;
- Sós-kénes ásványvíz- (borvíz) forrás, az egykori fürdő medencéi
- Német, teuton keresztes katonai emlékmű
- a valamikori magyar–román vám- és határhely a Csernika-pataknál (Magyar Királyság határhelye; az 1000 éves, a történelmi Magyarország legkeletibb pontja);
- Hősök Központi Temetője;
- ortodox templom
- Sântilia ünnepség

## Kiegészítő információk
- Jókai Mór. A Damokosok. Budapest: Athenaeum (1883). ISBN 963 9374 17 2. Hozzáférés ideje: 2010. augusztus 31.
- Cseres Tibor. Vízaknai csaták. Budapest: Szépirodalmi Könyvkiadó (1988). ISBN 963 15 3741 2. Hozzáférés ideje: 2010. augusztus 31.
- Hidegség, Gyimesközéplok (túraleírás). Barangolo.com. [2010. augusztus 12-i dátummal az eredetiből archiválva]. (Hozzáférés: 2010. augusztus 4.)
- Sylvester Lajos. Magyar „szélsőségesek” Sósmezőn [archivált változat]. Gondola.hu (2004. június 11.). Hozzáférés ideje: 2010. augusztus 3. [archiválás ideje: 2016. március 5.]
- Excursie pe Muntele Brezoiu - langa Poiana Sarata – Út a Breza-hegységben Sósmező felé. Youtube.com. (Hozzáférés: 2010. augusztus 29.)
- Zászlófelvonás Sósmezőn (videó). Youtube.com. (Hozzáférés: 2010. augusztus 29.)
- Excursie Runcu.mpg – Ronczi út (videó). Youtube.com. (Hozzáférés: 2010. augusztus 29.)
- Sósmező (videó). Youtube.com. (Hozzáférés: 2010. augusztus 29.)
- Ziua Eroilor 2007 la Poiana Sarata – Emlékezés napja 2007-ben Sósmezőn (videó). Youtube.com. (Hozzáférés: 2010. augusztus 29.)
- 15 August 2008-Poiana Sarata-partea I–IV – 2008. augusztus 15. Sósmező – I–IV (videók)
- Sa invatam dansuri populare de la Poiana – Néptánc tanulása Sósmezőn (videó). Youtube.com. (Hozzáférés: 2010. augusztus 29.)
- Bike trip Onesti-Oituz-Poianea Sarata – Bringakörút: Ónfalva–Gorzafalva–Sósmező (videó). Youtube.com. (Hozzáférés: 2010. augusztus 29.)